# Off the Map
Off the Map е видео компилация на американската рок група Ред Хот Чили Пепърс. Издадена е през 2001 и излиза на VHS и DVD формат. Компилацията върви като един цял концерт, но всъщност съдържа части от различни изпълнения на живо на групата от 1999 до 2001.

### Бонус
- зад куслисите
- интервюта
- още изпълнения на живо:

1. Skinny Sweaty Man
2. I Could Have Lied
3. Parallel Universe
4. Sir Psycho Sexy
5. Search and Destroy